# Armageddon (film)
Armageddon är en amerikansk katastroffilm från 1998 i regi av Michael Bay. Filmen hade biopremiär i USA den 1 juli 1998 och dess mest betydande roller spelas av ensemblen Bruce Willis, Ben Affleck, Billy Bob Thornton, Liv Tyler, Owen Wilson, Will Patton, Peter Stormare, William Fichtner, Michael Clarke Duncan, Keith David och Steve Buscemi.

## Handling
Med en hastighet av 35 000 km/h är en gigantisk asteroid, lika stor som delstaten Texas, på väg att kollidera med Jorden. För att förhindra katastrofen, och med få alternativ, anlitar NASA-chefen Dan Truman (Billy Bob Thornton) världens främste oljeborrare Harry S. Stamper (Bruce Willis), den ende som kan klara uppdraget. Under 12 intensiva dagar skall han och hans mannar tränas till astronauter och inte minst - till att rädda världen.

## Medverkande

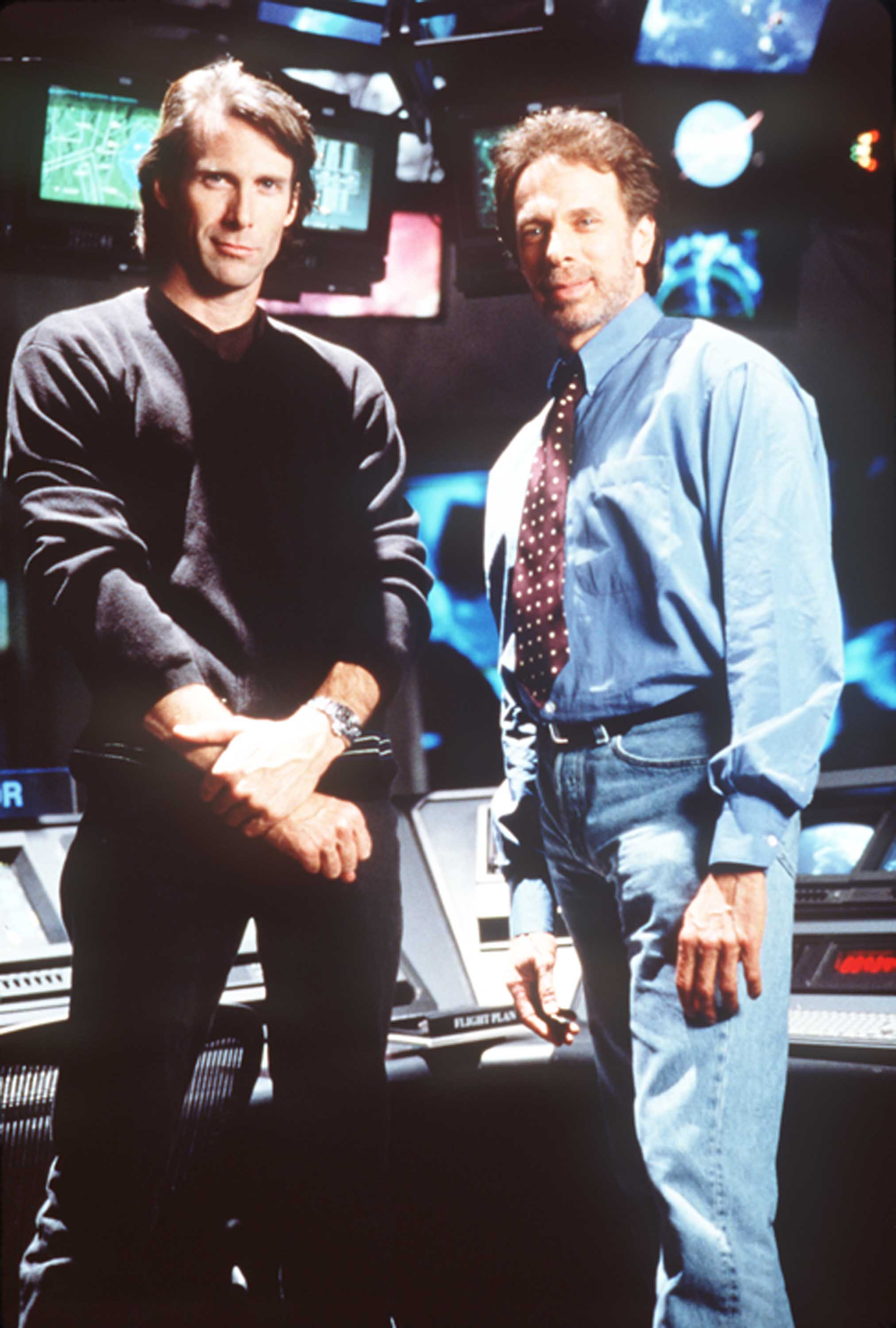
Regissören Michael Bay och producenten Jerry Bruckheimer, under inspelningen våren 1998.

| Bruce Willis          | – Harry S. Stamper, oljeborrare                       |
| Billy Bob Thornton    | – Dan Truman, NASA-administratör                      |
| Liv Tyler             | – Grace Stamper, Harrys dotter                        |
| Ben Affleck           | – A.J. Frost, oljeborrare och Graces pojkvän          |
| Will Patton           | – Charles "Chick" Chapple                             |
| Steve Buscemi         | – Rockhound                                           |
| Michael Clarke Duncan | – J. Otis "Bear" Kurleen Bear                         |
| Peter Stormare        | – Lev Andropov, rysk kosmonaut                        |
| Keith David           | – General Kimsey                                      |
| Owen Wilson           | – Oscar Choice                                        |
| William Fichtner      | – Överste Willie Sharp, pilot på rymdskytteln Freedom |
| Jessica Steen         | – Andrepilot Jennifer Watts                           |
| Jason Isaacs          | – Dr. Ronald Quincy                                   |
| Ken Hudson Campbell   | – Max Lennert                                         |
| Grayson McCouch       | – Gruber                                              |
| Clark Brolly          | – Fred Noonan                                         |
| Marshall Teague       | – Överste Davis, pilot på rymdskytteln Independence   |
| Stanley Anderson      | – USA:s president                                     |
| Chris Ellis           | – Clark                                               |
| Eddie Griffin         | – Cyklist                                             |
| John Mahon            | – Karl                                                |
| Grace Zabriskie       | – Dottie, Karls fru                                   |
| Charlton Heston       | – Berättarröst i inledningen                          |

## Filmens titel
Titeln, "Armageddon", kommer från Bibeln (Uppenbarelseboken 16:16) och är på engelska synonymt med jordens undergång. Ordet hänvisar till platsen Harmagedon, som transkriberas "Armageddon" i engelsk bibelöversättning, och syftar på den plats där strider kommer att förekomma vid den yttersta tiden.

## Priser och nomineringar
Armageddon nominerades till fyra Oscar vid Oscarsgalan 1999:
- Bästa sång för "I Don't Want to Miss a Thing", skriven av Diane Warren och framförd av Aerosmith.
- Bästa specialeffekter, som skapades av Richard R. Hoover, Pat McClung och John Frazier.
- Bästa ljud, av Kevin O'Connell, Greg P. Russell och Keith A. Wester.
- Bästa ljudredigering, av George Watters II.

### Fotnoter
1. 1 2 3  ”Armageddon (film)” (på engelska). Disney A–Z. d23.com. https://d23.com/a-to-z/armageddon-film/. Läst 22 november 2021.
2. ↑  Christian Ploog (21 december 2012). ”Så här går jorden under på film”. Aftonbladet. http://www.aftonbladet.se/nojesbladet/film/article15968368.ab. Läst 21 augusti 2016.
3. ↑  ”Armageddon” (på engelska). Box Office Mojo. 1 juli 1998. http://www.boxofficemojo.com/movies/?id=armageddon.htm. Läst 28 augusti 2016.